# Ducati 916
La Ducati 916 è una motocicletta stradale-sportiva prodotta dalla Ducati dal 1994 al 1998.

## Il contesto

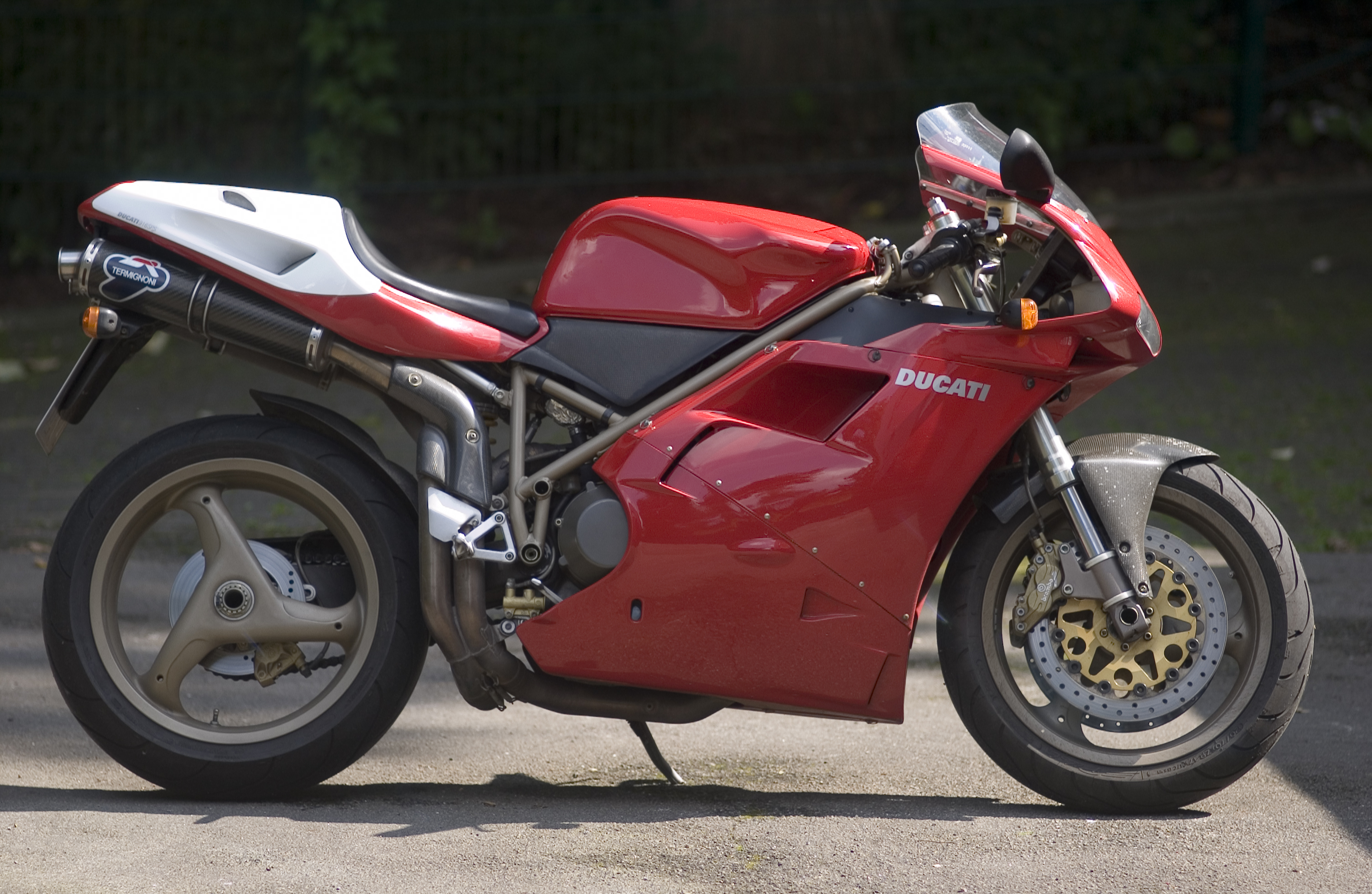
Vista laterale

Il progetto è stato sviluppato sotto la direzione di Massimo Tamburini, direttore del Centro Ricerche Cagiva, e la 916 venne presentata al Salone di Milano nell'ottobre del 1993 dove riscosse un immediato successo tanto da aggiudicarsi per l'anno seguente tutti i premi di Moto dell'Anno.
Inizialmente disponibile in due versioni, 916 Strada e 916 SP, la 916 venne progettata con lo scopo di ottimizzare e migliorare il potenziale agonistico delle precedenti Ducati 851/888, così da perpetuare le già numerose vittorie dell'azienda bolognese nel campionato mondiale Superbike.
Ogni particolare venne perciò realizzato per ottenere il massimo rendimento nell'uso in pista, a partire da una posizione in sella molto scomoda per il pilota per un utilizzo su strada ma ottimale nella guida tra i cordoli, fino all'inusuale forcellone monobraccio che semplificava la sostituzione della ruota posteriore; a questi si aggiunsero una veste aerodinamica più efficiente grazie all'assenza di scarichi laterali, nonché una sensibile riduzione delle masse che fornì migliori prestazioni rispetto alla precedente 888.
Dal punto di vista stilistico la 916 riuscì a coniugare elementi tipici della tradizione Ducati, quali il telaio a traliccio di tubi, a un design inedito e moderno con soluzioni particolari come il doppio scarico sotto la sella o i faretti a goccia.

## Motore e prestazioni

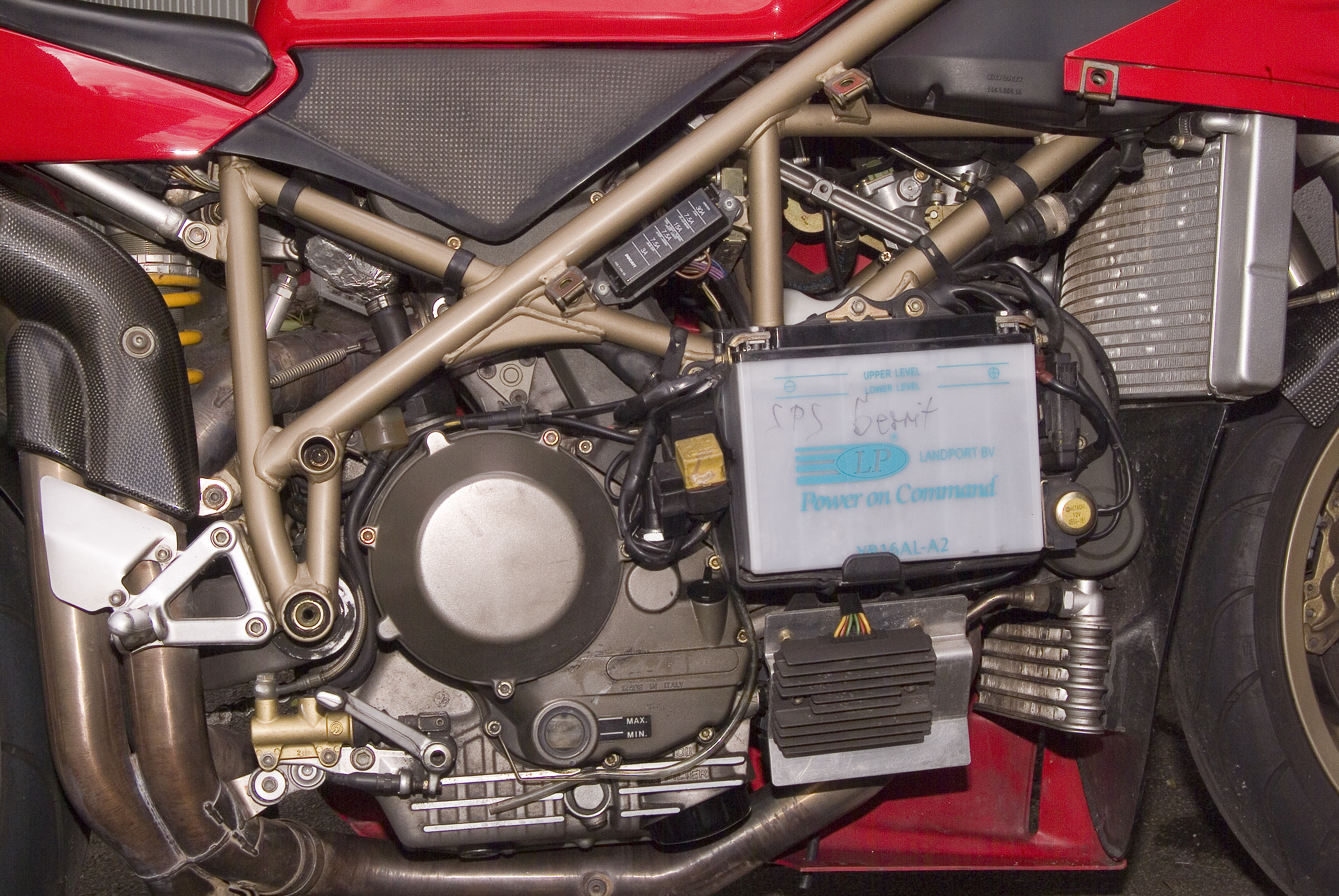
Primo piano del bicilindrico di una 916 SPS (1998) ancorato al telaio a traliccio di tubi

Per quanto riguarda la parte motoristica, il propulsore era un'evoluzione del bicilindrico Desmoquattro raffreddato ad acqua già montato sui modelli precedenti e opportunamente modificato. La cilindrata venne aumentata fino a 916 cm³, furono montate le bielle Pankl, la distribuzione rimase ovviamente desmodromica con trasmissione a cinghia dentata con 4 valvole per cilindro, e la frizione a secco con 15 dischi. Con un singolo iniettore per cilindro e valvole di aspirazione da 33 mm e di scarico da 29 mm, la 916 Strada erogava una potenza di 114 CV a 9000 giri/min, e copriva i 400 m in 10,7 secondi nonostante una massa di 198 kg piuttosto elevata. Tuttavia quest'ultimo aspetto, unito alla rigidezza del telaio e alla qualità delle sospensioni, conferì alla moto una eccellente stabilità e precisione soprattutto nelle curve molto veloci, dote molto importante per una moto nata espressamente per la pista.
La Ducati 916 SP (sport production) si distingueva dalla versione base per un motore più potente grazie a parti prese direttamente dalla versione che correva nel campionato mondiale Superbike. A questo si aggiunsero alcuni particolari in fibra di carbonio come i terminali di scarico, migliori finiture e il codino bianco, doppio iniettore per cilindro, bielle in titanio.

## Ciclistica

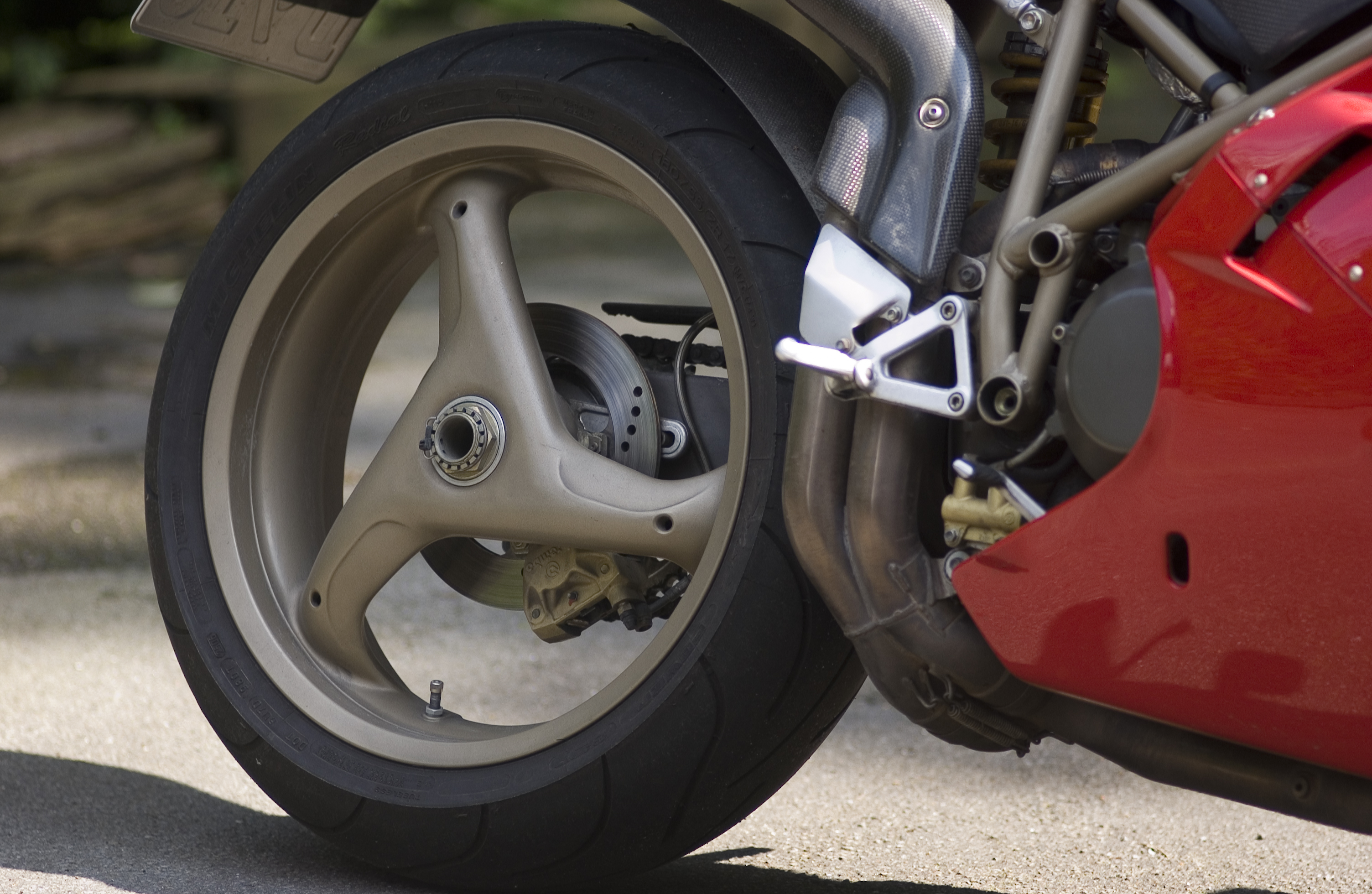
Particolare del forcellone monobraccio che lascia alla vista i cerchi in lega a tre razze

La ciclistica della 916 venne progettata ex novo; il telaio era un classico traliccio di tubi in acciaio da 28 mm di diametro, era equipaggiata con una forcella Showa da 43 mm completamente regolabile e presentava anche la possibilità di regolare l'inclinazione dell'angolo di sterzo tra i 23,5° e i 24,5°, così da poter meglio adattare il comportamento dinamico della motocicletta alle esigenze del pilota e del circuito. Il tutto era unito da piastre di notevoli dimensioni e da un canotto di sterzo molto massiccio che conferivano notevole rigidezza alla struttura. Al posteriore montava un monoammortizzatore Showa, anch'esso regolabile nell'idraulica; gli pneumatici erano da 17 pollici con misure 190/50 al posteriore e 120/70 all'anteriore. Il reparto freni era affidato e due dischi Brembo flottanti con pinze in ghisa da 320 mm di diametro e da un disco da 220 mm al retrotreno.

## Modelli successivi e serie speciali
Nel 1995 la 916 Strada venne sostituita dalla 916 Biposto, la quale differiva dalla precedente per un diverso ammortizzatore posteriore, per alcune modifiche al motore e per l'elettronica migliorata. La 916 SP invece rimase quasi uguale a quella dell'anno prima, a parte alcune modifiche al telaio e alla centralina.

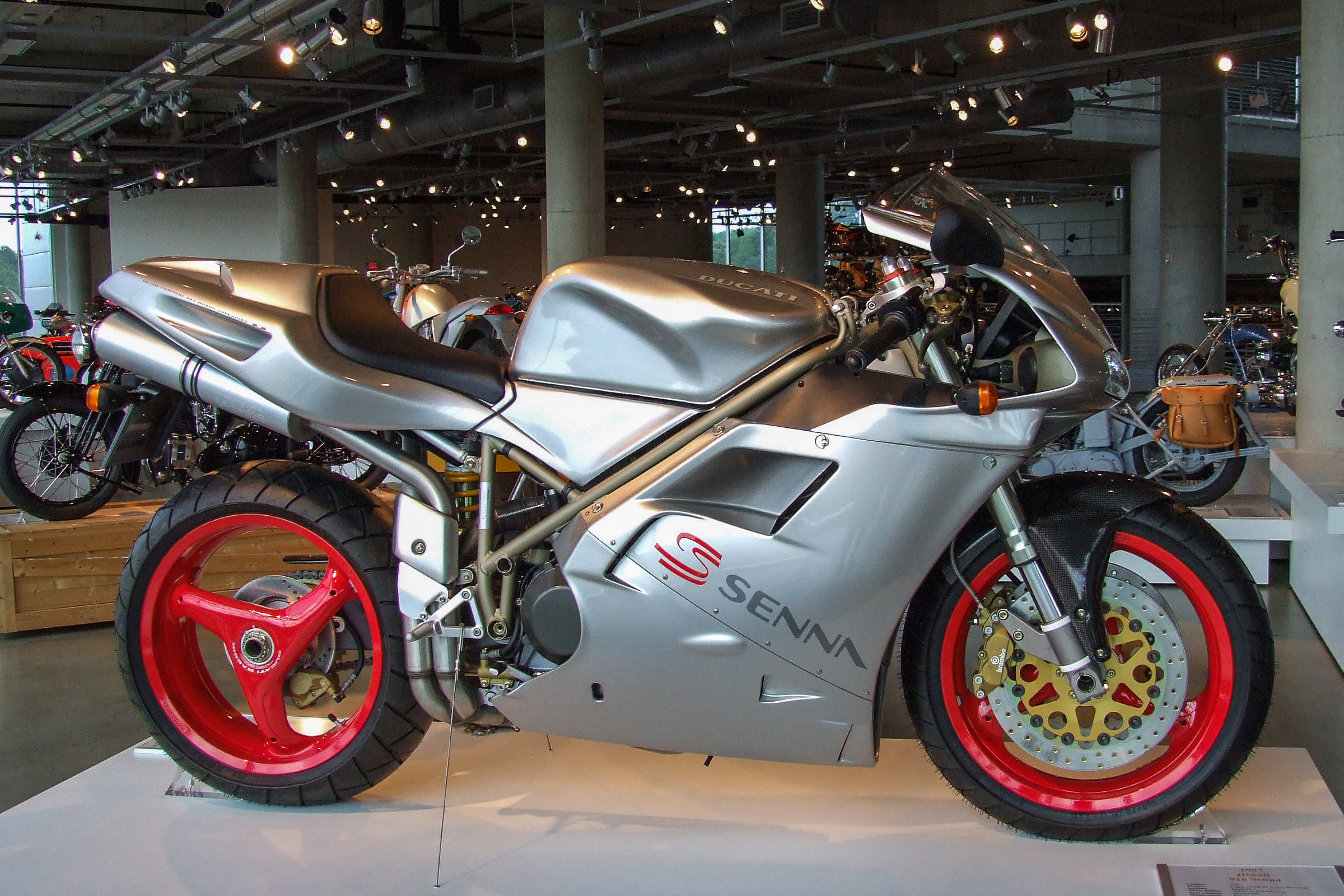
Una 916 Senna II (1997), versione speciale dedicata ad Ayrton Senna

Venne inoltre creata una serie speciale chiamata 916 Senna, per commemorare il celebre pilota di Formula 1 nonché appassionato del marchio bolognese, il quale diede permesso al suo lancio due mesi prima dell'incidente fatale subìto al Gran Premio di San Marino nel maggio 1994. Esibita per la prima volta al Motorshow di Bologna nel dicembre 1994, si trattava di una 916 SP di color grigio con cerchi rossi, prodotta in soli 300 esemplari. La 916 Senna I fu prodotta per la prima volta nel 1995, le altre due versioni che seguirono sono la 916 Senna II e la 916 Senna III, prodotte e vendute rispettivamente nel 1997 e nel 1998. Tutte e tre le Senna furono fabbricate in edizione limitata e ancora oggi sono molto rare.
Nel 1996 la 916 Biposto rimase pressoché uguale alla precedente a parte qualche miglioria, mentre la SP, che venne chiamata SP3. Nel 1997 venne presentata la Ducati 916 SPS in serie limitata. Montava un nuovo motore con una cilindrata di 996 cm³ molto più potente dei precedenti oltre a tutte le parti speciali delle versioni SP degli anni precedenti. Nel 1998 uscì di produzione la versione SP, mentre la SPS venne ulteriormente migliorata con modifiche al motore e al telaio. Alla 916 Biposto venne migliorato l'impianto frenante così come alla "Senna".
 ·  916 Strada (1994-1995)
 ·  916 Biposto (1995-1997, 1998)
 ·  916 SP (1994, 1996-1997)
 ·  916 Senna I (1995)
 ·  916 Senna II (1997)
 ·  916 Senna III (1998)
 ·  916 SPS (1998)
Nel 1999 la 916 lasciò il posto alla 996 che era equipaggiata con il motore da 996 cm³ che aveva esordito due anni prima con la 916 SPS. La 996 manteneva inalterate le linee della 916 anche se notevoli furono i miglioramenti a motore, ciclistica e a ogni altro aspetto tecnico.

### La "faro quadro"
Nonostante non rientri nel novero delle serie speciali della 916, merita menzione la cosiddetta "faro quadro", com'è colloquialmente nota per via della sua maggiore caratteristica estetica.
La "faro quadro" nacque essenzialmente per questioni legislative. Al momento di introdurre la 916 in Svizzera e in Australia, infatti, l'originale doppio faro all'anteriore si scontrò con le allora regole di omologazione dei due Paesi, identiche per auto e moto: le luci anabbaglianti e abbaglianti non potevano essere separate ma obbligatoriamente inserite in un unico proiettore. I tecnici Ducati, per via del design sdoppiato e minuto della fanaleria della 916, avevano invece affidato queste funzioni a un proiettore ciascuno.
Preso atto dell'impossibilità di riprogettare ad hoc la fanaleria originale della moto di Borgo Panigale – lo stesso problema colpì all'epoca, tra le altre, le rivali Honda RC30 e Suzuki GSX-R –, si decise per la drastica soluzione di affidare agli importatori locali la modifica di telaietto portafaro e cupolino: la scelta ricadde su un monofaro rettangolare Hella, probabilmente per la somiglianza con quello delle precedenti 888 e Supersport, figlie dell'estetica squadrata degli anni Ottanta, ma che sulla 916 andò irrimediabilmente a mutilarne le nuove e filanti linee proprie degli anni Novanta. Simile destino toccò alla entry level 748.
Pur a fronte dei poco lusinghieri commenti sul versante estetico, col passare dei decenni l'indubbia unicità della "faro quadro" ne ha fatto un ricercato pezzo da collezione, con quotazioni di tutto rispetto.

## La 916 nel campionato mondiale Superbike

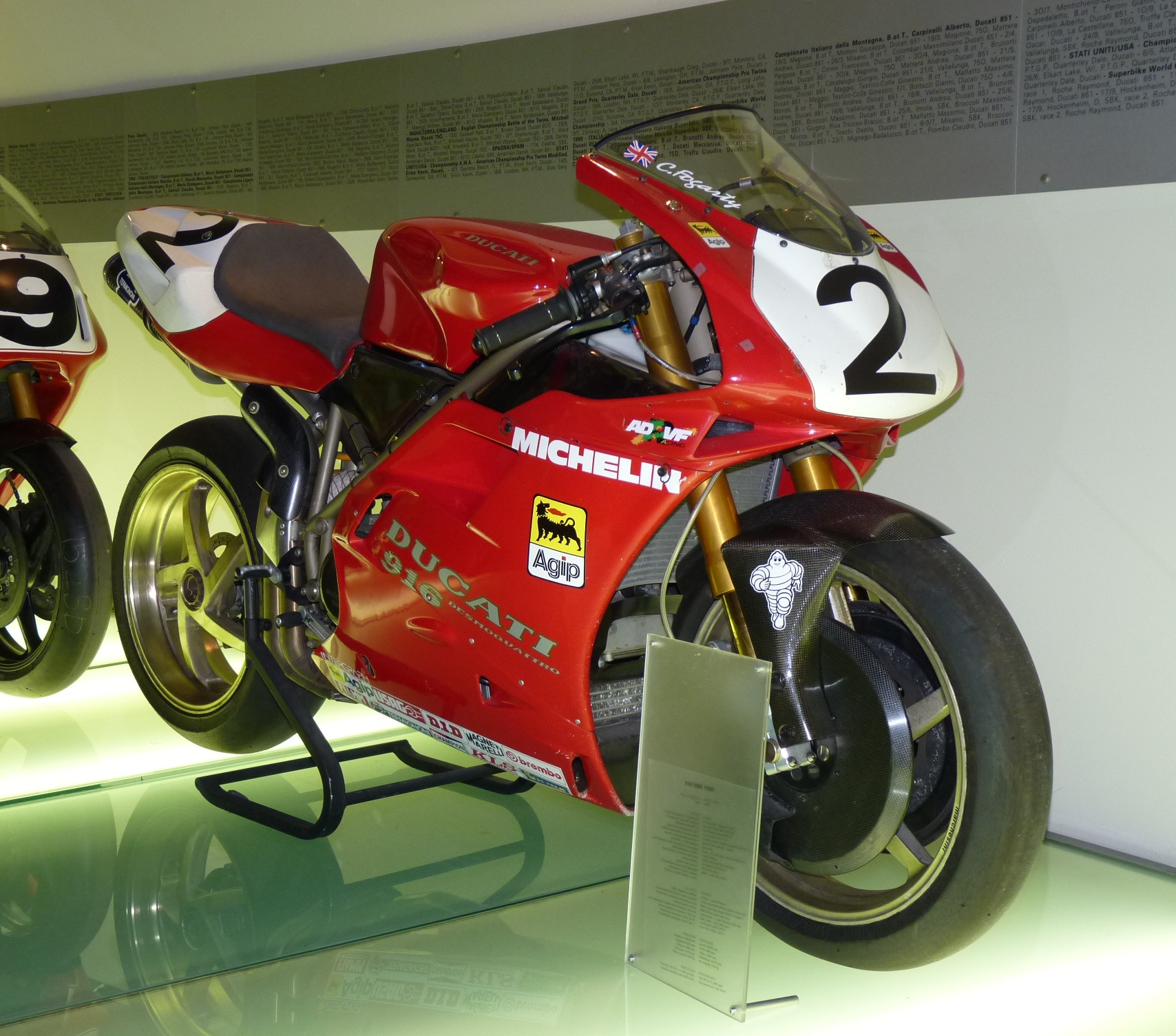
La 916 portata al successo da Carl Fogarty nel Mondiale Superbike 1994

La 916 esordì nel campionato mondiale Superbike del 1994 con una versione maggiorata nella cilindrata (955 cm³) per poter essere immediatamente competitiva con le quattro cilindri giapponesi da 750 cm³. Nonostante alcuni problemi di messa a punto Carl Fogarty vinse il campionato. Nel 1995, risolti i problemi di affidabilità, la 916 si aggiudicò nuovamente il mondiale.
Nel 1996 fu ulteriormente aumentata la cilindrata fino a 996 cm³; la 916 Racing era ormai tanto competitiva e veloce da poter confrontare i tempi sul giro di Troy Corser con quelli registrati dalle 500 GP a due tempi, nonostante queste avessero CV in più e 30 kg in meno rispetto alla moto del neo Campione del Mondo Superbike 1996.
Il 1997 fu l'anno peggiore per la 916. Nonostante un motore nuovo e più affidabile la moto era afflitta da problemi di guidabilità e di erogazione, tanto che Ducati perse il campionato costruttori. Nell'anno seguente il superamento dei problemi portò il terzo titolo a Fogarty, il quale si confermò nel 1999 in sella alla nuova 996.